# Giải bóng đá trong nhà vô địch quốc gia 2013
Giải futsal Quốc gia 2013 là giải bóng đá futsal do Liên đoàn bóng đá Việt Nam tổ chức lần thứ bảy hàng năm. Giải Futsal toàn quốc năm 2013- sân chơi quan trọng nhất trong năm của các CLB, đội bóng Futsal trong cả nước- sẽ diễn ra từ ngày 11/5 đến 23/5 tại Nhà thi đấu Quận 8 và Nhà thi đấu Phú Thọ (Thành phố Hồ Chí Minh). Tham dự cuộc đua tại giải Futsal toàn quốc năm nay có tổng cộng 12 đội gồm: Bệnh viện An Phước Bình Thuận, Tân Hiệp Hưng Thành phố Hồ Chí Minh, Hoàng Thư Đà Nẵng, Thái Sơn Bắc, Thái Sơn Nam, Sanna Khánh Hòa, Đạt Vĩnh Tiến Thành phố Hồ Chí Minh, Kim Toàn FC Đà Nẵng, Sanatex Khánh Hòa, Asia Khánh Hòa, Metasol Thành phố Hồ Chí Minh và Văn Hiến Đồng Tháp.

## Phương thức thi đấu
12 đội sẽ được chia thành 2 nhóm A và B, mỗi nhóm 6 đội, thi đấu vòng tròn 1 lượt ở mỗi nhóm để tính điểm xếp hạng. Đội nhất nhóm A sẽ gặp đội nhì nhóm B tại trận bán kết 1, đội nhất nhóm B sẽ gặp đội nhì nhóm A tại trận bán kết 2. Trận chung kết sẽ là cuộc so tài của 2 đội giành chiến thắng tại bán kết.
Hành trình đi tới ngôi vô địch năm nay hứa hẹn sẽ là cuộc cạnh tranh rất hấp dẫn và quyết liệt bởi tất cả các đội đều đã có sự chuẩn bị kỹ lưỡng về chuyên môn, được thử sức và thi đấu cọ xát ở các giải đấu rất có chất lượng như giải Futsal các đội mạnh TP.HCM mở rộng- Cúp LS lần thứ VII, giải Futsal TP.Đà Nẵng mở rộng 2013...Ngay cả Văn Hiến Đồng Tháp cũng được đánh giá là ẩn số bởi sự tự tin dù mới chỉ là lần đầu tiên góp mặt.

## Cách tính điểm, xếp hạng
- Chín đội thi đấu vòng tròn một lượt, tính điểm xếp hạng.
- Cách tính điểm xếp hạng:
  - Đội thắng: 3 điểm
  - Đội hoà: 1 điểm
  - Đội thua: 0 điểm
  - Tính tổng số điểm của các đội đạt được để xếp thứ hạng.
- Nếu có từ hai đội trở lên bằng điểm nhau, trước hết tính kết quả của các trận đấu giữa các đội đó với nhau theo thứ tự:
  - Tổng số điểm.
  - Hiệu số của tổng số bàn thắng trừ tổng số bàn thua.

Đội nào có chỉ số cao hơn sẽ xếp trên.
- Nếu các chỉ số trên bằng nhau, thì tiếp tục xét các chỉ số của toàn bộ các trận đấu trong giải theo thứ tự:
  - Hiệu số của tổng số bàn thắng trừ tổng số bàn thua.
  - Tổng số bàn thắng.

Đội nào có chỉ số cao hơn sẽ xếp trên, nếu vẫn bằng nhau sẽ tổ chức bốc thăm.

## Giải thưởng
Cơ cấu giải thưởng:
- Đội vô địch: Cúp, HCV, bảng danh vị và giải thưởng 30 triệu đồng
- Đội thứ Nhì: HCB, bảng danh vị và giải thưởng 20 triệu đồng
- Đồng hạng Ba: HCĐ, bảng danh vị và giải thưởng 15 triệu đồng
- Đội đoạt giải phong cách: Bảng danh vị, giải thưởng: 10 triệu đồng
- Cầu thủ xuất sắc nhất: Bảng danh vị, giải thưởng 5 triệu đồng
- Cầu thủ ghi nhiều bàn thắng nhất: Bảng danh vị, giải thưởng 5 triệu đồng
- Thủ môn xuất sắc nhất: Bảng danh vị, giải thưởng 5 triệu đồng.
- Tổ trọng tài làm nhiệm vụ trận Chung kết: 5 triệu đồng.[1]

## Vòng Bảng
| GIẢI FUTSAL QUỐC GIA 2013 | GIẢI FUTSAL QUỐC GIA 2013 | GIẢI FUTSAL QUỐC GIA 2013      | GIẢI FUTSAL QUỐC GIA 2013 |
| ------------------------- | ------------------------- | ------------------------------ | ------------------------- |
| Ngày                      | Giờ                       | Đội 1 - Đội 2                  | Tỷ số                     |
| 11/5/2013                 | 14:00                     | Đạt Vĩnh Tiến – V.Hiến Đ.Tháp  | 2-3                       |
| 11/5/2013                 | 16:00                     | Thái Sơn Nam - Asia Khánh Hòa  | 2-1                       |
| 11/5/2013                 | 17:45                     | H.Thư Đ.Nẵng – Sanna K.Hòa     | 0-2                       |
| 12/5/2013                 | 14:00                     | Sanatech KH – Metasol          | 4-1                       |
| 12/5/2013                 | 15:45                     | Thái Sơn Bắc – Kim Toàn ĐN     | 6-4                       |
| 12/5/2013                 | 17:30                     | Tân Hiệp Hưng – An Phuớc BT    | 1-1                       |
| 13/5/2013                 | 14:00                     | Asia Khánh Hòa – Sanna K.Hòa   | 2-4                       |
| 13/5/2013                 | 15:45                     | V.Hiến Đ.Tháp – Thái Sơn Nam   | 1-3                       |
| 13/5/2013                 | 17:30                     | HĐạt Vĩnh Tiến – H.Thư Đ.Nẵng  | 1-3                       |
| 14/5/2013                 | 14:00                     | Metasol – An Phuớc BT          | 3-2                       |
| 14/5/2013                 | 15:45                     | Kim Toàn ĐN – Sanatech KH      | 1-5                       |
| 14/5/2013                 | 17:30                     | Thái Sơn Bắc – Tân Hiệp Hưng   | 5-1                       |
| 15/5/2013                 | 14:00                     | V.Hiến Đ.Tháp – H.Thư Đ.Nẵng   | 2-1                       |
| 15/5/2013                 | 15:45                     | Asia Khánh Hòa – Đạt Vĩnh Tiến | 2-6                       |
| 15/5/2013                 | 17:30                     | Sanna K.Hòa – Thái Sơn Nam     | 2-2                       |
| 16/5/2013                 | 14:00                     | Kim Toàn ĐN – Tân Hiệp Hưng    | 4-5                       |
| 16/5/2013                 | 15:45                     | Metasol – Thái Sơn Bắc         | 1-3                       |
| 16/5/2013                 | 17:30                     | An Phuớc BT – Sanatech KH      | 1-1                       |
| 17/5/2013                 | 14:00                     | Sanna K.Hòa – Đạt Vĩnh Tiến    | 9-2                       |
| 17/5/2013                 | 15:45                     | Thái Sơn Nam – H.Thư Đ.Nẵng    | 5-1                       |
| 17/5/2013                 | 17:30                     | V.Hiến Đ.Tháp – Asia Khánh Hòa | 4-4                       |
| 18/5/2013                 | 14:00                     | An Phuớc BT – Thái Sơn Bắc     | 3-3                       |
| 18/5/2013                 | 15:45                     | Sanatech KH – Tân Hiệp Hưng    | 6-3                       |
| 18/5/2013                 | 17:30                     | Kim Toàn ĐN – Metasol          | 3-1                       |
| 19/5/2013                 | 14:00                     | Đạt Vĩnh Tiến – Thái Sơn Nam   | 1-8                       |
| 19/5/2013                 | 15:45                     | H.Thư Đ.Nẵng – Asia Khánh Hòa  | 2-3                       |
| 19/5/2013                 | 17:30                     | Sanna K.Hòa – V.Hiến Đ.Tháp    | 3-3                       |
| 20/5/2013                 | 14:00                     | Thái Sơn Bắc – Sanatech KH     | 2-1                       |
| 20/5/2013                 | 15:45                     | Tân Hiệp Hưng – Metasol        | 4-4                       |
| 20/5/2013                 | 17:30                     | An Phuớc BT – Kim Toàn ĐN      | 9-4                       |

## Bảng xếp hạng
Bảng A
| Thứ hạng | Đội                | Trận | Thắng | Hòa | Thua | Điểm | Bàn thắng | Bàn bại | Hiệu số |
| 1        | Thái Sơn Nam       | 5    | 4     | 1   | 0    | 13   | 20        | 6       | 14      |
| 2        | Sanna Khánh Hòa    | 5    | 3     | 2   | 0    | 11   | 20        | 9       | 11      |
| 3        | Văn Hiến Đồng Tháp | 5    | 2     | 2   | 1    | 8    | 13        | 13      | 0       |
| 4        | Asia Khánh Hòa     | 5    | 1     | 1   | 3    | 4    | 12        | 18      | -6      |
| 5        | Hoàng Thư Đà Nẵng  | 5    | 1     | 0   | 4    | 3    | 7         | 13      | -6      |
| 6        | Đạt Vĩnh Tiến      | 5    | 1     | 0   | 4    | 3    | 12        | 25      | -13     |

Bảng B
| Thứ hạng | Đội                | Trận | Thắng | Hòa | Thua | Điểm | Bàn thắng | Bàn bại | Hiệu số |
| 1        | Thái Sơn Bắc       | 5    | 4     | 1   | 0    | 13   | 19        | 11      | 8       |
| 2        | Sanatech Khánh Hòa | 5    | 3     | 1   | 1    | 10   | 17        | 8       | 9       |
| 3        | BV An Phước BT     | 5    | 1     | 3   | 1    | 6    | 16        | 12      | 4       |
| 4        | Tân Hiệp Hưng      | 5    | 1     | 2   | 2    | 5    | 14        | 20      | -6      |
| 5        | Metasol            | 5    | 1     | 1   | 3    | 4    | 10        | 16      | -6      |
| 6        | Kim Toàn Đà Nẵng   | 5    | 1     | 0   | 4    | 3    | 16        | 26      | -10     |

## Vòng bán kết
| VÒNG BÁN KẾT - GIẢI FUTSAL QUỐC GIA 2013 | VÒNG BÁN KẾT - GIẢI FUTSAL QUỐC GIA 2013 | VÒNG BÁN KẾT - GIẢI FUTSAL QUỐC GIA 2013 | VÒNG BÁN KẾT - GIẢI FUTSAL QUỐC GIA 2013 |
| ---------------------------------------- | ---------------------------------------- | ---------------------------------------- | ---------------------------------------- |
| Ngày                                     | Giờ                                      | Đội 1 - Đội 2                            | Tỷ số                                    |
| 23/5/2013                                | 16:00                                    | Thái Sơn Nam – Sanatech Khánh Hòa        | 3-1                                      |
| 23/5/2013                                | 18:00                                    | Thái Sơn Bắc – Sanna Khánh Hòa           | 0-4                                      |

## Trận chung kết
|  | v          |  |
|  | ---------- |  |
|  | (chi tiết) |  |

|  |   | Luân lưu 11m |
|  | ' |              |

## Tổng kết mùa giải
- Vô địch: Thái Sơn Nam – Huy chương vàng và 30 triệu đồng
- Hạng Nhì: Sanna Khánh Hòa – Huy chương bạc và 20 triệu đồng
- Hạng Ba: Thái Sơn Bắc, Sanatech Khánh Hòa – Huy chương đồng và 15 triệu đồng
- Giải phong cách: Sanna Khánh Hòa
- Cầu thủ xuất sắc nhất giải: Nguyễn Bảo Quân (số 10- Thái Sơn Nam)
- Vua phá lưới: Phan Khắc Chí (số 10- Sanna Khánh Hòa); Lưu Huỳnh Toàn (số 15- Thái Sơn Nam); Văn Vĩnh Thái (số 9- Đạt Vĩnh Tiến); Trần Hoàng Tây (số 11- Văn Hiến Đồng Tháp) đều ghi được 7 bàn.
- Thủ môn xuất sắc: Đặng Phước Anh (số 1- Sanna Khánh Hòa).[3]